# Tomoderus derarimusoides
Tomoderus derarimusoides là một loài bọ cánh cứng trong họ Anthicidae. Loài này được Telnov miêu tả khoa học năm 2005.